# Jinhe (ort)
Jinhe är en ort i Kina. Den ligger i provinsen Hunan, i den södra delen av landet, omkring 330 kilometer väster om provinshuvudstaden Changsha.
Runt Jinhe är det ganska tätbefolkat, med 160 invånare per kvadratkilometer. Jinhe är det största samhället i trakten. I omgivningarna runt Jinhe växer huvudsakligen savannskog.
Genomsnittlig årsnederbörd är 1 796 millimeter. Den regnigaste månaden är maj, med i genomsnitt 290 mm nederbörd, och den torraste är januari, med 47 mm nederbörd.